# Античи, Томмазо
Томмазо Античи (итал. Tommaso Antici; 10 мая 1731, Реканати, Папская область — 4 января 1812, Реканати, королевство Италия) — итальянский куриальный кардинал и папский дипломат. Камерленго Священной Коллегии кардиналов с 17 июня 1793 по 21 февраля 1794. Префект Священной Конгрегации Тридентского собора с 25 сентября 1795 по 7 марта 1798. Кардинал-дьякон с 30 марта 1789, с титулярной диаконией Санта-Мария-ин-Трастевере с 3 августа 1789 по 7 марта 1798.